# Spettroscopia di perdita di energia

Schema di uno spettro EELS teorico, dove sono indicate il picco senza perdita di energia (zero loss peak), la risonanza dei plasmoni (plasmon resonance), e il picco della perdita di energia causata da un livello di core (atom core-loss peak)

La spettroscopia di perdita di energia (in lingua inglese, Electron Energy Loss Spectroscopy, EELS) è una tecnica di misurazione utilizzata nella fisica quantistica.

## Meccanismo
Nella EELS, un materiale è esposto a un fascio di elettroni con uno stretto e noto range di energia cinetica. Alcuni degli elettroni subiranno uno scattering inelastico, che significa che perderanno energia e avranno il loro cammino leggermente e casualmente deflesso. La quantità di energia persa può essere misurata attraverso uno spettrometro elettronico e interpretato in base a ciò che ha causato la perdita di energia. Le interazioni inelastiche includono le eccitazioni dei fononi, transizioni all'interno e fra le bande di energia, eccitazione dei plasmoni, ionizzazioni delle shell interne, e radiazioni Cherenkov. Le ionizzazioni delle shell sono particolarmente utili per individuare le componenti elementali di un materiale. Per esempio, si potrebbe trovare un numero di elettroni maggiore di quanto aspettato che escono dal materiale con 285 eV in meno in energia di quanto erano entrati.
Questa energia è all'incirca quella necessaria a rimuovere un elettrone da una shell interna del carbonio, ciò può essere interpretato che è presente una quantità significativa di carbonio presente nel campione. Con un po' di attenzione, e studiando un'ampia quantità di energy loss, si possono determinare le specie atomiche, e il numero di atomi di ciascuna specie, che sono colpiti dal fascio. L'angolo di scattering (cioè di quanto il cammino dell'elettrone è stato deflesso) può essere anch'esso misurato, dando informazioni sulla Relazione di dispersione della eccitazione del materiale che ha causato lo scattering anaelastico.